# Glenea viridilucens
Glenea viridilucens là một loài bọ cánh cứng trong họ Cerambycidae.